# Tour métallique de Fourvière
 (juin 2020).
Si vous disposez d'ouvrages ou d'articles de référence ou si vous connaissez des sites web de qualité traitant du thème abordé ici, merci de compléter l'article en donnant les références utiles à sa vérifiabilité et en les liant à la section « Notes et références ».
La tour métallique de Fourvière est une tour située dans le 5e arrondissement de la ville française de Lyon, à proximité immédiate au nord de la basilique Notre-Dame de Fourvière.

## Situation
La tour métallique, haute de 101 m, s’élève sur la colline de Fourvière, montée Nicolas de Lange, dans le 5e arrondissement. Elle domine de 210 m le quartier du Vieux Lyon et le cours de la Saône, situés en contrebas. Elle culmine à 372 m d’altitude par rapport au niveau de la mer et reste le point le plus élevé de la commune.

## Structure

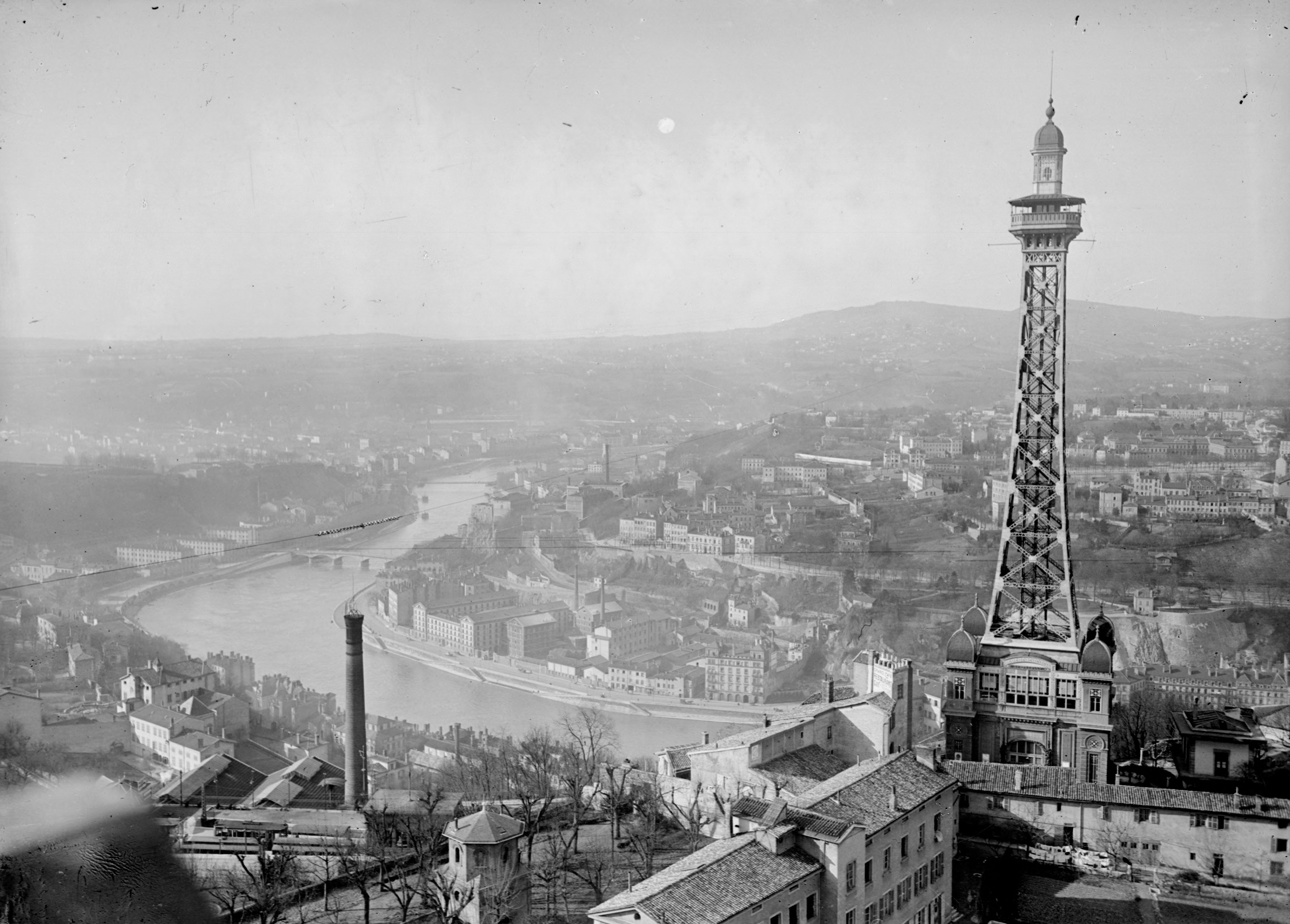
La tour en 1917.

Construite sur la colline à l'altitude de 291 m, elle mesure 101 m (sans antenne 85,9 m) pour une masse de 210 tonnes. Elle est ancrée dans 7 200 tonnes de maçonnerie et se compose de 2 100 fermes métalliques qui forment une architecture relativement semblable à celle du troisième étage de la tour Eiffel.

## Histoire
Certains Lyonnais la surnomment le « Picon », et une rumeur assez répandue à Lyon en attribue la paternité à Gustave Eiffel, alors qu'elle n'a aucune parenté avec ce dernier.

### Construction
Les statuts en vue de la construction de la « Tour Métallique de Fourvières » (sur tous les documents d'époque, Fourvières est écrit avec un « s » final, que le nom perdra au fil du temps) sont rédigés le 13 avril 1892.
Les travaux de construction débutent peu après, pour un montant de 300 000 francs-or, sur un terrain concédé par Pierre Gay, propriétaire sur place d'un restaurant construit sur un promontoire en forme de pagode chinoise, selon les plans d'Eugène Collonge, architecte de la partie métallique, chef mécanicien à l'administration de la Guerre, auquel se joignent MM. Paufique, entrepreneur ; Buffaud, ingénieur ; Calmel, entrepreneur, Patiaud et Lagarde pour la charpente métallique ; Collet, ingénieur pour le soubassement. La tour doit être inaugurée deux ans plus tard à l'occasion de l'Exposition universelle, internationale et coloniale de Lyon de 1894.
Une rumeur prétend que sa construction a été soutenue par la municipalité afin d'ériger sur la colline de Fourvière un monument républicain qui s'oppose à la basilique qui venait juste d'être construite sur cette même colline, culminant sur le point le plus haut de Lyon. Cette idée, citée dans un seul livre contemporain, n'est pourtant corroborée par aucun élément ou article de presse d'époque ; on n'en retrouve nulle trace dans les actes de concession ou constitutifs des sociétés. Au contraire, le 8 décembre, sa lanterne s'illuminait pour la fête traditionnelle des illuminations en l'honneur de Notre-Dame de Fourvière.

### Ouverture au public

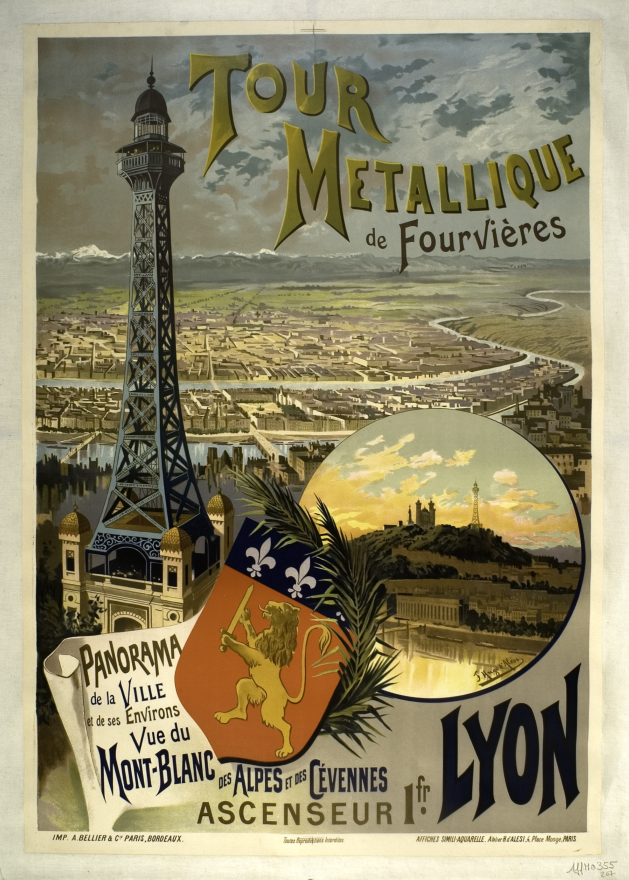
Affiche publicitaire de la "Tour métallique de Fourvières"

Ouverte au public le 3 mai 1894, la tour comprend le restaurant Gay situé au rez-de-chaussée, cependant qu'un ascenseur hydraulique à piston Roux-Combaluzier peut emmener 22 personnes, moyennant 1 franc, sur le belvédère à l'étage, où se trouve l’observatoire installé 80 m plus haut.
Le 30 novembre 1905, la tour métallique devient la propriété de Madame Antoinette Gay, née Jonard, propriétaire jusque-là du terrain, du restaurant et du commerce des souvenirs, alors remariée après son veuvage avec M. Eugène Rusterholz.

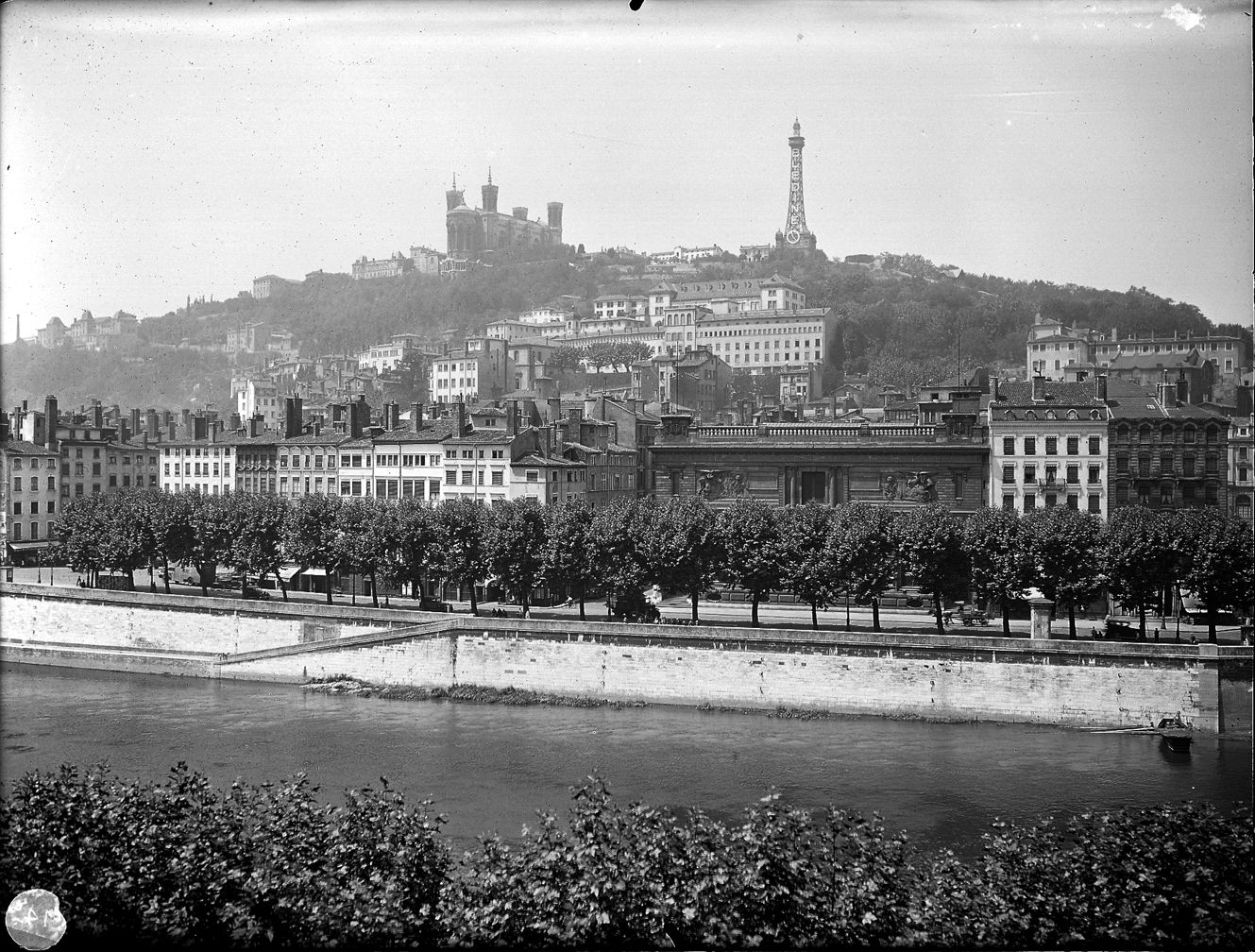
La tour de Fourvière avec l'enseigne publicitaire pour la « Blédine », vers 1937.

Dans les années 1930, la tour sert de support publicitaire pour la société Blédina.
En 1938, le chemin Gay, qui permet d'accéder à la tour sur la colline depuis le quartier Saint-Jean, est fermé. Les affaires commerciales semblent péricliter.
Le 2 juin 1943, un arrêté de réquisition en vue de la destruction pour récupérer la ferraille est pris par l'Office des fontes, fers et aciers, mais après un combat juridique l'arrêté est abrogé le 6 juillet suivant et la tour est sauvée.

### Tour de télécommunications

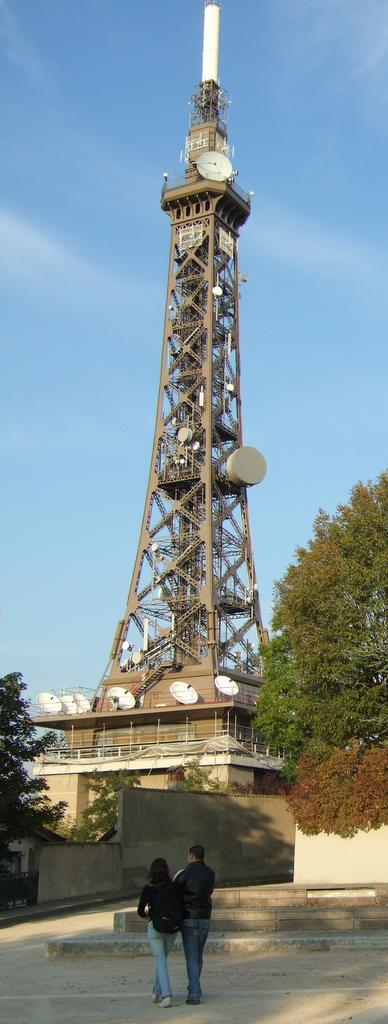
Tour métallique de Fourvière

Le 1er novembre 1953, la tour est rachetée pour quinze millions de francs à la famille Gay par la Radiodiffusion-télévision française (RTF), qui cherche un point élevé pour la diffusion de la seule chaîne de télévision dont la station lyonnaise est inaugurée le 8 novembre 1954.
En 1963, elle devient une antenne relais de la RTF supportant de nombreux émetteurs de télévision, de téléphonie ainsi que par d'autres services publics et n'est alors plus accessible au public. Le décor de la base de la tour est remplacé par du béton, la terrasse supérieure supprimée et l'ascenseur est remplacé par un modèle électrique de 4 places.

## RadioFM

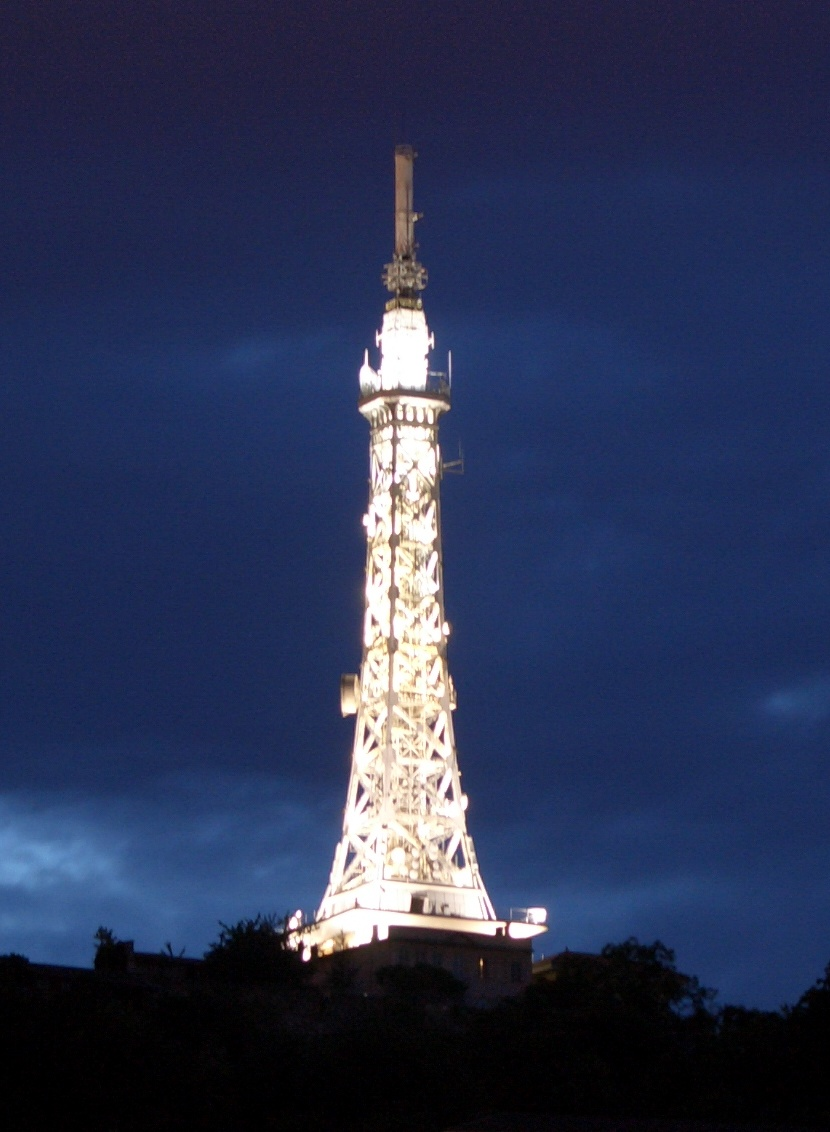
Tour métallique de Fourvière, de nuit

| Fréquence | Programme                  | Catégorie | Puissance |
| --------- | -------------------------- | --------- | --------- |
| 89,3 MHz  | Virgin Radio Lyon          | C         | 1 kW      |
| 91,1 MHz  | Radio Salam                | A         | 1 kW      |
| 93,3 MHz  | Fun Radio                  | D         | 1 kW      |
| 93,7 MHz  | M Radio Lyon               | C         | 1 kW      |
| 94,5 MHz  | Radio Judaïca Lyon         | A         | 1 kW      |
| 95,7 MHz  | RTL2                       | D         | 4 kW      |
| 96,1 MHz  | SKYROCK                    | -         | -         |
| 96,5 MHz  | Radio Classique            | D         | 4 kW      |
| 96,9 MHz  | Radio Espace               | B         | 1 kW      |
| 97,3 MHz  | Jazz Radio                 | B         | 1 kW      |
| 100,3 MHz | Europe 2 Rhône / Lyon      | C         | 4 kW      |
| 101,5 MHz | Générations Lyon Métropole | B         | 1 kW      |
| 102,2 MHz | Radio Canut                | A         | 1 kW      |
| 102,6 MHz | Radio Arménie              | A         | 1 kW      |
| 104,2 MHz | RMC                        | E         | 4 kW      |
| 104,6 MHz | Europe 1                   | E         | 4 kW      |
| 105,0 MHz | RTL                        | E         | 4 kW      |
| 106,7 MHz | Radio Orient               | D         | 1 kW      |
| 107,3 MHz | RFM Rhône-Alpes / RFM Lyon | C         | 4 kW      |

## Télévision

### Télévision numérique[4]
| Multiplex                                                                    | Puissance | Canal | Diffuseur |
| ---------------------------------------------------------------------------- | --------- | ----- | --------- |
| R1 : France 2, France 3 Grand Lyon, France 4, France Info et BFM Lyon        | 2,5 kW    | 48H   | towerCast |
| R2 : Gulli, BFM TV, CNews, CStar, T18 et Novo 19 (à partir du 1er septembre) | 2,5 kW    | 44H   | TDF       |
| R4 : France 5, M6, Arte, W9, 6ter et Paris Première                          | 2,5 kW    | 40H   | towerCast |
| R6 : TF1, La chaîne parlementaire, TMC, TFX, LCI                             | 2,5 kW    | 46H   | towerCast |
| R7 : TF1 Séries Films, L'Équipe, RMC Story, RMC Découverte et Chérie 25      | 2,5 kW    | 23H   | towerCast |
| R9 : France 2 UHD                                                            | 3 kW      | 36H   | TDF       |

### Télévision analogique
Dans la région Rhône, la télévision analogique s'est arrêtée le 15 juin 2011.
| Programme           | Canal | Puissance | Polarisation |
| ------------------- | ----- | --------- | ------------ |
| TF1                 | 61    | 4,2 kW    | Horizontale  |
| France 2            | 58    | 4,2 kW    | Horizontale  |
| France 3 Grand Lyon | 64    | 2,1 kW    | Horizontale  |
| Canal+              | 66    | 10 kW     | Horizontale  |
| France 5 / Arte     | 28    | 5 kW      | Horizontale  |
| M6                  | 22    | 5 kW      | Horizontale  |
| TLM                 | 25    | 5 kW      | Horizontale  |

## Téléphone mobile
Les 4 principaux opérateurs Orange, SFR, Bouygues Telecom et Free possèdent des relais en 2G, 3G, 4G et 5G.

## Autres réseaux
- SFR et Bouygues Telecom transmettent et reçoivent des ondes par faisceau hertzien.
- L'opérateur WiMax IFW utilise une boucle locale radio de 3 GHz.
- RTE reçoit et transmet des données par faisceau hertzien, notamment pour ses liaisons télécom et téléconduite.
- TDF, propriétaire de la Tour, communique par faisceau hertzien.
- Des ondes PMR sont aussi émises par des réseaux privés.